# Bondoukou
Bondoukou er en by i det østlige Elfenbenskysten, hovedstad i et departement af samme navn og beliggende tæt ved grænsen til nabolandet Ghana. Byen har et indbyggertal (pr. 2005) på cirka 45.000.
1. ↑  RGPH-2021 RÉSULTATS GLOBAUX (fra Wikidata).